# Seifersreuth
Seifersreuth ist ein Gemeindeteil des Marktes Grafengehaig im Landkreis Kulmbach (Oberfranken, Bayern). Seifersreuth liegt in der Gemarkung Grafengehaig.

## Geografie
Das Dorf liegt in einer Talmulde eines namenlosen linken Zuflusses des Schlackenmühlbachs. Im Norden befindet sich der Eisenberg (544 m ü. NHN), im Süden der Steinberg (526 m ü. NHN), beides Anhöhen des Frankenwaldes. Eine Gemeindeverbindungsstraße führt nach Grafengehaig zur Staatsstraße 2158 (1,5 km nordöstlich) bzw. nach Triebenreuth (2 km südwestlich). Ein Anliegerweg führt nach Weiglas (0,8 km östlich).

## Geschichte
Gegen Ende des 18. Jahrhunderts bestand Seifersreuth aus neun Anwesen (3 Höfe, 1 Gut, 5 Tropfhäuser). Das Hochgericht sowie die Grundherrschaft hatte die Herrschaft Wildenstein.
Mit dem Gemeindeedikt wurde Seifersreuth dem 1808 gebildeten Steuerdistrikt Grafengehaig und der im selben Jahr gebildeten Ruralgemeinde Grafengehaig zugewiesen.

### Baudenkmäler
- Haus Nr. 1: Wohnstallhaus
- Haus Nr. 5: Wohnstallhaus
- Haus Nr. 6: Wohnhaus
- Haus Nr. 7: Weberhäuschen

ehemaliges Baudenkmal
- Haus Nr. 13: Gasthaus. Eingeschossiges, verputzt massives Wohnstallhaus des späten 18. oder frühen 19. Jahrhunderts, mit Satteldach; Stall 1950 in einen Anbau verlegt; Westgiebel verschiefertes Ständerwerk; Eckquaderung, Fenster- und Türrahmungen Sandstein, über Haustür Scheitelstein; profiliertes, hölzernes Traufgesims.[8] Das Haus listete Karl-Ludwig Lippert in dem Buch Landkreis Stadtsteinach von 1964 als Kunstdenkmal auf. Es ist in der Denkmalschutzliste nicht aufgeführt, da es entweder nicht aufgenommen, abgebrochen oder stark verändert wurde.

### Einwohnerentwicklung
| Jahr      | 001818 | 001819 | 001861 | 001871 | 001885 | 001900 | 001925 | 001950 | 001961 | 001970 | 001987 |
| Einwohner |        | 81     | 131    | 131    | 150    | 110    | 106    | 96     | 78     | 68     | 52     |
| Häuser    | 13     |        |        |        | 15     | 15     | 17     | 17     | 18     |        | 19     |
| Quelle    | [ 6 ]  | [ 10 ] | [ 11 ] | [ 12 ] | [ 13 ] | [ 14 ] | [ 15 ] | [ 16 ] | [ 17 ] | [ 18 ] | [ 1 ]  |

## Religion
Seifersreuth ist seit der Reformation evangelisch-lutherisch geprägt und gehört zur Pfarrei Grafengehaig.